# Webfishing
Webfishing es un videojuego de pesca social creado por lamedeveloper, un desarrollador independiente. El juego se lanzó originalmente en itch.io en 2022,  pero se modificó para su lanzamiento en Steam  el 12 de octubre de 2024.  El juego ha sido descrito por su desarrollador como un "juego de pesca centrado en una sala de chat multijugador". 
En Webfishing, el jugador puede controlar un animal antropomórfico en un mundo 3D. El juego consiste en capturar peces, y la captura de éstos le permiten al jugador ganar dinero. Puede ser haciendo misiones o vendiendo los peces. El dinero se puede usar para mejorar el equipo de pesca o para comprar artículos utilizados para personalizar el avatar. 
El juego se ha comparado de forma favorable  Animal Crossing.  En la primera semana de su lanzamiento en Steam, había recibido críticas "abrumadoramente positivas". 

## Desarrollo del videojuego
La primera versión de Webfishing se completó en 8 días en 2022 para el Autumn Game Jam de Goodgis. En su forma original, el juego está disponible de forma gratuita y permite el juego para un solo jugador y el juego multijugador. 

## Jugabilidad
En Webfishing, los jugadores se unen en pequeños servidores online  (de 1 a 12 jugadores) donde pueden realizar diversas actividades, como pescar, detectar metales y tocar la guitarra.
La pesca se realiza a través de un minijuego que requiere que el jugador mantenga presionado el botón izquierdo del mouse para pescar una captura, haciendo clic ocasionalmente cuando se le solicite. 
Los jugadores también pueden comprar un "compañero de pesca" que atrapará peces automáticamente con el tiempo. Los objetos capturados no se limitan solo a peces, ya que un jugador puede atrapar basura u otros animales marinos como caracoles.
Los peces y objetos capturados pueden ser de diferentes tamaños, que pueden aparecer en el juego proporcionalmente muy grandes en comparación con el avatar del jugador.
Además del típico minijuego de pesca para completar colecciones, hay bastantes secretos en el juego, como peces raros que se pueden conseguir usando cebos especiales o durante eventos específicos.

Los elementos del entorno permiten a los jugadores propulsar a su avatar a través del mundo para acceder a ubicaciones más altas o llegar más rápidamente a sitios lejanos.
Se puede comprar una guitarra en el juego que emula al instrumento de la vida real, lo que permite a los jugadores tocar cuerdas individuales, tocar acordes o guardarlos para facilitar su uso. Se han creado programas externos y modificaciones creadas por el usuario para reproducir archivos MIDI a través de la guitarra. 

## Recepción del juego
Webfishing ha recibido críticas "abrumadoramente positivas" en Steam  y ha sido recibido favorablemente por los periodistas de Rock Paper Shotgun  y PC Gamer . Después de la primera semana de su lanzamiento, el juego había recibido más de 3000 reseñas, de las cuales el 98% eran positivas, y tuvo un recuento máximo de jugadores de 10 000. 
Ana Díaz de Polygon elogió el juego, llamándolo el "juego perfecto para ponerse al día con amigos" y diciendo que le recordaba a Club Penguin . 
Webfishing ha recibido cierta controversia menor por parte de los críticos con respecto a la representación LGBTQ a través de camisetas y títulos en el juego. En respuesta a un usuario de Steam que pedía una representación directa en el juego, los desarrolladores incluyeron un título "directo" (entre comillas y en minúsculas), con la descripción "mhm", por $9,999 dólares del juego, convirtiéndolo así en el título más caro del juego (el resto de los títulos cuestan $75 dólares del juego). 

### Reconocimientos
| Año  | Ceremonia         | Categoría                                                                                          | Resultado | Ref. |
| ---- | ----------------- | -------------------------------------------------------------------------------------------------- | --------- | ---- |
| 2024 | Los premios Steam | rowspan="" style="background-color:none;color:black; text-align:center; vertical-align:middle;" \| | [ 2 ]     |      |